# Јован Кронштатски
Свети Јован Кронштатски (рус. Иоанн Кронштадтский; 1829—1908) је руски православни светитељ и писац.

## Биографија
Рођен је 1829. године у селу Сура у Архангелској области у Русији у сиромашној породици. После основне школе, завршио је богословију и уписао Духовну академију у Петрограду. Убрзо затим умро му је отац па је преузео бригу о породици. По завршетку студија, постао је свештеник у цркви Светог апостола Андреја у Кронштату, предграђу Санкт Петербурга, где су живели физички радници, робијаши и пијанице. Матрона Московска га је упознала овде.
Провео је 53 године као свештеник служећи Свету Литургију свакога дана. Предавао је веронауку у школи 32 године, изградио дом трудољубља у Петрограду за гладне и сироте, дом од 100 постеља за бескућнике, старачки дом и др.
Чинио је све што је могао како би учврстио веру својих сународника. Проповедао је, лечио, помагао новцем... Постепено је постао толико омиљен, да је и императора Александра III испратио на онај свет. Отац Јован је до краја живота био привржен аутократији и конзервативној десници. И поред свег човекољубља није штедео оштре речи говорећи о непријатељима православне вере.
Умро је 20. децембра 1908. године. Канонизован је 1964. године.
Како пише у житију, сматрао је да житељи бучне престонице „не познају боље Христа од дивљака у Патагонији“.
Заједно са Светим владиком Николајем Велимировићем, Свети Јован Шангајски је најзаслужнији за канонизацију Светог Јована Кронштатског.
Православна црква га прославља 19. октобра и 20. децембра по јулијанском календару.
Аутор је више књига и студија од којих је најпознатија „Мисли о молитви“.
Свети Јован Кронштатски је јасно и гласно рекао: “Нема места за случајност у Царству Свемогућег Бога“.
| „                                           | Пажљиво је читао молитве, на по некој речи осетио би да му се срце загрејало а у души се разлио мир и радост, и после би се молио с осећањем. Речи молитве је изговарао с вером да га Господ гледа и слуша. А кад би се за време молитве нешто подигло у срцу, „ухватио“ је то и задржао се на томе - „стајао“ у томе. | ” |
| — Старац Тадеј о светом Јовану Кронштатском | |   |